# وليد شريف
وليد شريف (مواليد 9 مارس 1978) هو ملاكم تونسي، مثّل بلاده في الألعاب الأولمبية الصيفية في دورتي 2004 و2008.

## روابط خارجية
وليد شريف على موقع بوكس ريك (الإنجليزية) (registration required)
- وليد شريف على موقع اللجنة الأولمبية الدولية (الإنجليزية)
- وليد شريف على موقع أوليمبيديا (الإنجليزية)